# Bourg (Grand Est)
Bourg è un comune francese di 153 abitanti situato nel dipartimento dell'Alta Marna nella regione del Grand Est.

## Società

### Evoluzione demografica
Abitanti censiti